# Cultura polaca durante la Segunda Guerra Mundial

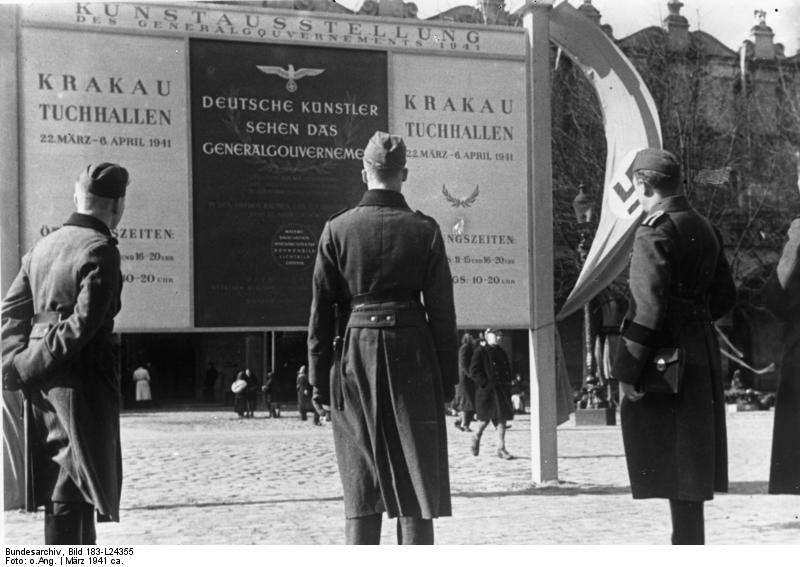
Cartelera publicitaria en Polonia bajo control alemán.

La cultura polaca durante la Segunda Guerra Mundial fue suprimida por las fuerzas de ocupación de la Alemania nazi y la Unión Soviética, pues ambas eran hostiles al pueblo y la herencia cultural de Polonia. Las políticas dirigidas al genocidio cultural resultó en la muerte de miles de académicos y artistas, así como al robo y destrucción de innumerables obras culturales. El «maltrato de los polacos fue una de las muchas formas en las cuales los regímenes nazi y soviético llegaron a parecer el uno al otro», escribió el historiador británico Niall Ferguson. Los ocupantes saquearon y destruyeron gran parte del patrimonio histórico y cultural de Polonia, mientras perseguían y asesinaban a los miembros de la élite cultural polaca. La mayoría de escuelas polacas fue cerrada y aquellas que permanecieron abiertas vieron su currícula significativamente alterada. No obstante, las organizaciones y personas en la clandestinidad, en particular, el Estado secreto polaco, salvaron buena parte de los tesoros culturales más valiosos de Polonia y trabajaron para preservar la mayor cantidad posible de instituciones y artefactos culturales. La Iglesia católica y los individuos ricos contribuyeron a la supervivencia de algunos artistas y sus obras. A pesar de los severos castigos por los nazis y los soviéticos, las actividades culturales en la clandestinidad polaca, incluyendo publicaciones, conciertos, teatro en vivo e investigación académica, continuó a lo largo de toda la Segunda Guerra Mundial.

## Antecedentes
En 1795, Polonia cesó de existir como una nación soberana y, a lo largo del siglo XVIII, continuó dividida entre los imperios alemán, austriaco y ruso. No fue hasta el final de la Primera Guerra Mundial cuando la independencia polaca fue restaurada y la nación se reunificó, aunque el diseño de las fronteras fue, necesariamente, un asunto contencioso. La Polonia independiente duró solo 21 años, antes de ser nuevamente atacada y dividida entre potencias extranjeras.
El 1 de septiembre de 1939, la Alemania nazi de Hitler invadió Polonia e inició la Segunda Guerra Mundial. El 17 de septiembre de ese año, según lo acordado en el Pacto Ribbentrop-Mólotov, Polonia fue invadida por la Unión Soviética. Posteriormente, Polonia fue dividida nuevamente entre estas dos potencias y permaneció bajo su ocupación durante la mayor parte de la guerra. Para el 1 de octubre, Alemania y la Unión Soviética habían invadido por completo Polonia, aunque el Gobierno polaco nunca se rindió formalmente y el Estado secreto polaco, subordinado al Gobierno polaco en el exilio, fue formado con prontitud. El 8 de octubre, en las áreas occidentales de la Polonia en la preguerra y en la zona ocupada restante se estableció el Gobierno General. La Unión Soviética había renunciado temporalmente a sus ganancias territoriales que hizo en 1939 debido a la invasión alemana de la Unión Soviética, pero los reanexionó permanentemente después de recuperarlas a mediados de 1944. En el transcurso de la guerra, Polonia perdió más del 20% de la población que tenía antes de la guerra, en medio de una ocupación que marcó el fin de la Segunda República Polaca.

## Destrucción de la cultura polaca

### Ocupación alemana

#### Política
La política de Alemania con respecto a la nación polaca y su cultura evolucionó durante el curso de la guerra. En un primer momento, muchos oficiales alemanes no recibieron directrices claras sobre el tratamiento de las instituciones culturales polacas, pero esta situación cambió rápidamente. Inmediatamente después de la invasión de Polonia en septiembre de 1939, el gobierno de la Alemania nazi implementó las primeras etapas (el "pequeño plan) del Generalplan Ost. La política básica fue delineada por la Rassenpolitisches Amt (Oficina de Políticas Raciales) en un documento titulado «Con respecto al tratamiento de los habitantes de los antiguos territorios polacos desde un punto de vista racial-político». El pueblo eslavo que habitaba al este de la frontera alemana de la preguerra debía ser germanizado, esclavizado o erradicado, dependiendo si vivían en los territorios directamente anexados al Estado alemán o en el Gobierno General.
Buena parte de la política alemana sobre la cultura polaca fue formulada durante una reunión entre el gobernador del Gobierno General, Hans Frank, y el ministro de Propaganda nazi Joseph Goebbels, en Łódź el 31 de octubre de 1939. Goebbels declaró que «la nación polaca no merece ser llamada una nación cultivada». Él y Frank acordaron que las oportunidades para que los polacos experimentaran su cultura debían ser severamente restringidas: ningún teatro, cine o cabaret; ningún acceso a la radio o prensa; y ninguna educación. Frank sugirió que se debía mostrar periódicamente a los polacos películas que resaltaran los logros del Tercer Reich y solo debían ser interpelados por medio de un megáfono. Durante las siguientes semanas, las escuelas polacas más allá del nivel secundario vocacional fueron clausuradas, así como los teatros y cualquier otra institución cultural. El único periódico en polaco publicado en la Polonia ocupada también fue cerrado y se iniciaron los arrestos de intelectuales polacos.
En marzo de 1940, todas las actividades culturales recayeron bajo control del Departamento de Educación y Propaganda del Pueblo (Abteilung für Volksaufklärung und Propaganda) del Gobierno General, cuyo nombre fue cambiado un año más tarde a "Departamento Central de Propaganda" (Hauptabteilung Propaganda). Otras directivas emitidas en la primavera e inicios del verano reflejaron las políticas que habían sido esbozadas por Frank y Goebbels durante el otoño anterior. Uno de los primeros decretos del Departamento prohibió la organización de todas las actividades cultural, con excepción de las más "primitivas", sin la aprobación previa del Departamento. No obstante, los espectáculos de "baja calidad", incluyendo aquellos de naturaleza erótica o pornográfica, fueron una excepción: aquellos debían ser popularizados para apaciguar a la población y mostrar al mundo la "verdadera" cultura polaca, así como para crear la impresión de que Alemania no estaba impidiendo que los polacos se expresaran por sí mismos. Los especialistas en propaganda alemana invitaron a críticos de países neutrales, para quienes organizaron presentaciones "polacas" que estaba específicamente diseñadas para ser aburridas o pornográficas y las presentaban como típicas actividades culturales polacas. La cooperación polaco-alemana en temas culturales, tales como actuaciones públicas conjuntas, fueron estrictamente prohibidas. Mientras tanto, se introdujo un esquema de registro obligatorio para escritores y artistas en agosto de 1940. Luego, en octubre, fue prohibida la impresión de nuevos libros en polacos; los títulos existentes fueron censurados y, a menudo, confiscados y retirados.
En 1941, la política alemana evolucionó aún más, al demandar la completa destrucción del pueblo polaco, al que los nazis consideraban "subhumano" (Untermenschen). En un período de entre diez y veinte años, los territorios polacos bajo ocupación alemana debía ser limpiados por completo de polacos étnicos para pasar a ser habitados por colonos alemanes. La política se relajó un poco en los años finales de la ocupación (1943-1944), en vista de las derrotas militares alemanas y la aproximación del Frente Oriental. Los alemanes esperaban que una política cultural más flexible reduciría el descontento y debilitaría la Resistencia polaca. Se les permitió a los polacos volver a los museos que, para entonces, apoyaban la propaganda y adoctrinamiento alemán, como el recién creado Museo Chopin, que enfantizaba las raíces alemanas inventadas del compositor.
Dado que la Segunda República Polaca era un Estado multicultural, las políticas y propaganda alemana también procuraron crear y fomentar los conflictos entre grupos étnicos, alimentando la tensión entre polacos y judíos y entre polacos y ucranianos. En Łódź, los alemanes forzaron a los judíos a destruir un monumento al héroe polaco Tadeusz Kościuszko y los filmaron cometiendo el acto. Poco después, los alemanes incendiaron una sinagoga judía y filmaron a espectadores polacos, a quienes presentaron en las emisiones de propaganda como una «muchedumbre vengativa». Esta política divisoria se reflejó en la decisión alemana de destruir la educación polaca, al mismo tiempo que mostraban una relativa tolerancia hacia el sistema escolar ucraniano. Como explicó el oficial nazi de alto rango Erich Koch, «Debemos hacer todo lo posible para que cuando un polaco se encuentre con un ucraniano, estará dispuesto a matarlo y, a su vez, el ucraniano estará dispuesto a matar al polaco».